# Арсир Арсирет
Арсир Арсирет (фр. Arsure-Arsurette) насеље је и општина у источној Француској у региону Франш-Конте, у департману Јура која припада префектури Лон ле Соније.
По подацима из 2011. године у општини је живело 92 становника, а густина насељености је износила 7,32 становника/km². Општина се простире на површини од 12,56 km². Налази се на средњој надморској висини од 950 метара (максималној 1.205 m, а минималној 875 m).

## Демографија
| 1962. | 1968. | 1975. | 1982. | 1990. | 1999. | 2011. |
| ----- | ----- | ----- | ----- | ----- | ----- | ----- |
| 127   | 148   | 127   | 110   | 99    | 87    | 92    |

График промене броја становника у току последњих година